# Garrison (Teksas)
Garrison je grad u američkoj saveznoj državi Teksas. Prema popisu stanovništva iz 2010. u njemu je živjelo 895 stanovnika.